# Sanziniinae
I Sanzinini (Sanziniinae Romer, 1956) sono una sottofamiglia di serpenti della famiglia Boidae, endemici del Madagascar.

## Tassonomia
La sottofamiglia comprende i seguenti generi e specie:
- Acrantophis Jan, 1863
  - Acrantophis dumerili Jan, 1860 - boa di Dumeril
  - Acrantophis madagascariensis (Duméril & Bibron, 1844) - boa terricolo del Madagascar

- Sanzinia Gray, 1849
  - Sanzinia madagascariensis (Duméril & Bibron, 1844) - boa arboricolo del Madagascar
  - Sanzinia volontany Vences & Glaw, 2004